# 碧查夢·歐帕妮普
碧查夢·歐帕妮普（2007年1月4日—），小名Pink，泰國女子羽毛球運動員。2023年4月11日，世界青少年排名登頂女单第一。

## 簡歷
碧查夢·歐帕妮普祖父為華人。碧查夢·歐帕妮普從5歲開始接觸羽球，父親是她的第一位教練。2020年，碧查夢在泰國全國羽球錦標賽闖入四強，不敵另一位新秀披提亞蓬·猜萬，並憑此進入國家隊，因其時年僅13歲且身高已達169公分而受到關注。
2022年，碧查夢在瑞典公開賽女單決賽擊敗隊友，奪下生涯第一座國際賽冠軍。5月，碧查夢隨隊參加優霸盃、東南亞運動會羽毛球女子團體比賽，分獲季軍及金牌。6月，於丹麥大師賽再闖決賽，擊敗臺灣選手宋碩芸，獲得生涯第二冠。9月，年僅15歲的碧查夢於全國錦標賽再進一步，闖入女子單打決賽，最終以1比2（13-21、21-17、21-23）負於素尼達·革通。

### 2023年：首闖巡迴賽準決賽
2023年6月，碧查夢在台北羽球公開賽前三輪賽事接連擊敗台灣的陳肅諭、黃宥薰及宋碩芸，生涯首度闖入世界巡迴賽半決賽；最終她在半決賽以直落二（21-18、21-15）不敵美國選手張蓓雯。

## 主要比賽成績
只列出曾進入準決賽的國際賽事成績：
| 年份   | 賽事                   | 公開賽級別 | 項目     | 成績   |
| ------ | ---------------------- | ---------- | -------- | ------ |
| 2022年 | 瑞典羽毛球公開賽       | 國際系列賽 | 女子單打 | 冠軍   |
| 2022年 | 優霸盃                 | 其他       | 女子團體 | 季軍   |
| 2022年 | 東南亞運動會羽毛球比賽 | 其他       | 女子團體 | 金牌   |
| 2022年 | 丹麥羽毛球大師賽       | 國際挑戰賽 | 女子單打 | 冠軍   |
| 2022年 | 蒙古國羽毛球國際挑戰賽 | 國際挑戰賽 | 女子單打 | 準決賽 |
| 2022年 | 巴林羽毛球國際挑戰賽   | 國際挑戰賽 | 女子單打 | 冠軍   |
| 2023年 | 泰國羽毛球國際挑戰賽   | 國際挑戰賽 | 女子單打 | 準決賽 |
| 2023年 | 東南亞運動會羽毛球比賽 | 其他       | 女子團體 | 金牌   |
| 2023年 | 台北羽毛球公開賽       | 超級300賽  | 女子單打 | 準決賽 |
| 2023年 | 世界青年羽毛球錦標賽   | 其他       | 女子單打 | 冠軍   |
| 2023年 | 吉隆坡羽毛球大師賽     | 超級100賽  | 女子單打 | 冠軍   |
| 2025年 | 越南羽毛球國際挑戰賽   | 國際挑戰賽 | 女子單打 | 亞軍   |
| 2025年 | 台北羽毛球公開賽       | 超級300賽  | 女子單打 | 亞軍   |

| 2018-2026年 | 總決賽 | 超級1000賽 | 超級750賽 | 超級500賽 | 超級300賽 | 超級100賽 | 國際挑戰賽 | 國際系列賽 | 未來系列賽 | 其他 |

## 外部連結
- 碧查夢·歐帕妮普在世界羽球聯盟的登錄資料
- 碧查夢·歐帕妮普的Instagram帳戶
- 碧查夢·歐帕妮普的Facebook專頁